# Elixir (cómic)
Elixir (Joshua "Josh" Foley), es un personaje ficticio, un mutante en el Universo Marvel Comics y un estudiante en el Instituto Xavier. Apareció por primera vez en Nuevos Mutantes, vol. 2 # 5, y él es uno de los pocos estudiantes que mantiene sus poderes en el inicio de la Dinastía de M.

## Historial de publicaciones
Apareció por primera vez en Nuevos Mutantes vol. 2 #5 y fue creado por Nunzio DeFilippis, Christina Weir y Keron Grant.

## Biografía
Los poderes de Josh Foley comienzan a manifiestarse cuando formaba parte del grupo anti-mutante los  Reavers. Sus poderes inicialmente pasan desapercibidos para los demás miembros y él los usa para salvar a su compañera mutante  Laurie Collins. Marginado como un mutante y expulsado de su casa por sus padres, Josh se une de mala gana al Instituto Xavier de Aprendizaje Superior y se convierte en compañero de cuarto de  Prodigio. Sus padres ceden la tutela legal a Danielle Moonstar.
Una  Rahne Sinclair sin poderes visita la Mansión X. Josh es instantáneamente cautivado por la nueva "chica salvaje" Rahne y se escapa del Instituto por la noche para ir a un bar donde ella está jugando al billar. Se establece una conexión entre ellos cuando Josh muestra una comprensión inmediata de su lucha interior. Como los dos se besan, Josh restaura inconscientemente los poderes de Rahne... Ella pierde el control y hiere mortalmente a Josh. Laurie es testigo del ataque y utiliza sus poderes de feromonas para ahuyentar a Rahne. Mientras se apresuran a llevarlo a la enfermería de la mansión  Bestia revela el potencial de poder de Josh: puede manipular todo las funciones del cuerpo en un nivel genético y el hecho de que Josh solo cure es simplemente por su falta de experiencia. Con  Arcángel, el otro sanador de la mansión ausente, los residentes recurren a despertar a Josh mediante una descarga eléctrica para que pueda curarse a sí mismo. Como un efecto secundario inesperado la piel y el cabello del chico se vuelven de un color dorado brillante. Se le asignará al equipo Nuevos Mutantes de Dani y se le dará el nombre en clave de Elixir.
Rahne intenta poner fin a su relación con Josh después de que ella se convierta en una de las maestras en la escuela pero Josh es persistente y se siguen viendo a escondidas. Sin embargo, cuando Rahne es testigo de una cita del chico con Laurie, ella decide terminar la relación. Josh está deprimido al principio pero con el tiempo se da cuenta de que era lo mejor y persigue una relación con Laurie. Sin embargo,  Ruina, que también está enamorado de Laurie revela la relación anterior de Rahne y de Josh a la dirección de la escuela.
La mayor parte del equipo de Nuevos Mutantes rehúye a Elixir por su relación con la profesora. Con el tiempo las disputas en el equipo de Nuevos Mutantes comienza a afectar a su capacidad de actuar como un grupo unido. Preocupada por el futuro del equipo, Danza del Viento convence a todos para irse de camping y así poder resolver sus problemas entre ellos. La noche termina con Josh hablando cándidamente con Ícaro sobre su decepción por sus propias acciones. Los otros miembros del equipo le escuchan y finalmente se reconcilia con David y Laurie.

### Diezmados y fin de la infancia
Los eventos de  Dinastía de M deja solo 27 estudiantes con sus poderes, incluyendo Josh. Temiendo por su seguridad, Emma Frost ordena a los estudiantes y el personal sin poderes, incluyendo a la tutor de Josh, Danielle Moonstar, a abandonar el Instituto. El autobús lleno de estudiantes es atacado por el fanático reverendo anti-mutante William Stryker matando a todos a bordo. Josh es incapaz de curar a sus compañeros a tiempo y entra en una grave depresión perdiendo la confianza en sus habilidades. La mayor parte de los restantes estudiantes participan en una lucha cuerpo a cuerpo organizado por Emma Frost para determinar quienes serán miembros del nuevo grupo de héroes mutantes en formación, los  Nuevos X-Men. A pesar de que sus poderes no son de combate, Josh entra en el equipo.
Atrapado en sus emociones a causa de los estudiantes fallecidos, Josh golpea a un  Coloso en horas bajas en la cabeza con una viga de metal durante una sesión de entrenamiento. Furiosa, Emma lo expulsa temporalmente del equipo. Después Laurie es asesinada por una bala disparada por uno de los agentes de Stryker. Enfurecido por la muerte de Laurie, Josh usa su poder para matar a Stryker. Esto cambia el color de la piel dorada de Josh a negro metálico y lo deja en estado catatónico.
Cuando X-23 está herida de muerte y no puede curarse durante la batalla final con Nimrod,  Infernal se apresura a volver al Instituto con la ayuda de Emma Frost, que abre la parte de su cerebro que controla sus poderes. Julian da un discurso de motivación y consigue que Josh despierte de su estado. Josh cura a Laura y su piel vuelve a pasar del negro al dorado. Poco después descubrirá que una pequeña parte del color negro todavía permanece en su piel moviéndose de un sitio a otro. Josh dice que aún puede matar pero que tendrá que aprender a controlar sus poderes y usarlos solo para sanar. Se acercará a Bestia y le pedirá que le enseñe todo lo que hay que saber sobre la anatomía humana, la fisiología y la biología.
Antes de que los otros estudiantes sean teletransportados al Limbo, las  cucos de Stepford ayudan a Elixir a aprender ciencia avanzada tomando la información de la cabeza de Bestia y poniéndola en la de Josh. Esto aumenta su poder de forma exponencial, lo que le permitirá sanar al igual que herir con un solo toque. Él también perfeccionará sus "habilidades oscuras" siendo capaz de cambiar instantáneamente del dorado para curar al negro para provocar enfermedades. Comenzará una relación romántica con  Loa.

### X-Force
Debido a que Elixir está siendo un "problema" para X-Force, X-23 contacta con las Cucos de Stepford para ayudar a Rahne y borrar los recuerdos de Elixir del equipo, por propia petición de Josh. Sin embargo, antes de que sus recuerdos se puedan borrar, X-Force interrumpe y se les envía a una misión. Elixir se une a X-Force y recibe un uniforme de color oscuro. Él ayuda a su nuevo equipo a capturar a Vanisher creando un tumor cerebral mortal en su cerebro. Elixir posteriormente evitará que X-23 se suicide después de que ella se infecte con el Virus del Legado y le ayudará a deshacerse de él.
Elixir es transportado hacia el futuro, junto con el resto de X-Force, por Cíclope con el fin de traer a Cable y la niña mutante de vuelta al presente. Una vez que llegan allí Elixir está en un estado histérico por no poder salvar a sus amigos de la Reina Leprosa. Cuando Vanisher es herido por Masacre, Josh le cura y después se lleva a Hope Summers y Cable. Durante su estancia en el futuro, Vanisher constantemente trata de capturar a Elixir para que cure su tumor pero no lo logrará.
Al volver a la actualidad, Josh cura a Nori y a Julian pero cae en coma como consecuencia de la cepa. Luego es buscado por  Hrimhari cuando Rahne enloquezca después de una batalla con los Gigantes de Hielo. Al llegar a Utopía, Hrimhari hará un trato con la diosa nórdica de la muerte,  Hela, al enterarse de que Rahne está embarazada. Incapaz de elegir entre salvar a su amante o su hijo, Hrimhari pide a Hela sanar a Josh para que pueda curar a Wolfsbane y a su hijo. Elixir la cura mediante la transferencia de parte de la fuerza de su bebé y así asegurar que pueda sobrevivir al embarazo. Él y X-Force son teletransportados fuera de Genosha y una vez allí informa a Vanisher de que no es el tumor el que lo enferma pues se lo curó en el viaje al futuro si no que es la sífilis en su fase 4.
Elixir se enfrenta a Ruina en una lucha a muerte. Elixir cambia a su forma oscura, luego revierte los efectos de los poderes de Ruina diciendo a Kevin que está arrepentido antes de convertirlo en polvo. Después de los hechos de Necrosha Lobezno afirma que Josh ha dejado el equipo diciendo que está teniendo dificultades intentando cambiar de su forma oscura.

## Poderes y habilidades
Elixir es un  mutante nivel Omega, capaz de controlar la estructura biológica de cualquier materia orgánica, incluido su propio cuerpo. Debe estar cerca de la persona a la que aplica su poder. Además de la curación es capaz de potenciar y restaurar habilidades mutantes, puede provocar forúnculos dolorosos y verdugones, cura el Virus del Legado y limpia el cuerpo de drogas. Cuando canaliza sus poderes en forma dañina la piel de Elixir cambia de su dorado habitual al negro metálico.
Las Cucos de Stepford telepáticamente copian y transfieren el conocimiento de Bestia sobre anatomía, biología y genética en la mente de Josh, lo que le permitirá tener el conocimiento para curar prácticamente cualquier enfermedad.
Debido a su control sobre su propia biología Elixir ha demostrado ser muy difícil de tratar médicamente. Por lo general se desmaya después de llevar sus poderes demasiado lejos y permanece en coma durante un tiempo.

## Otras versiones

### Nuevos X-Men: Demasiada información
Cuando David descubre que tiene un bloqueo mental en la cabeza que le impide mantener la información que absorbe de forma permanente pide la ayuda de Emma Frost para romperlo. Trabajando con Dani Moonstar, muestran a David un posible futuro debido a la eliminación del bloqueo mental. En él después de dejar el Instituto Xavier, David promete ayudar a Josh a encontrar todo el potencial de sus poderes. Meses más tarde, después de establecer su propio negocio, Josh se ofrece como cobaya humano para curar el cáncer y el SIDA. Aunque termina siendo un éxito esto será a costa de su vida.

### Dinastía de M
Josh es un agente de S.H.I.E.L.D. sirviendo junto al Agente Kevin Ford (Ruina) como interrogador. Foley y Ford fueron los encargados de "persuadir" a Cameron Hodge, miembro del Frente de Liberación Humana, a revelar la ubicación de su célula terrorista. Josh usa su poder para "acelerar las funciones biológicas del cuerpo" y lo combina con el poder del Agente Ford, siendo capaces de crear un efecto en red que hace que una parte corporal de los terroristas muera y luego se regenere, algo que Foley describe como "muy doloroso". Antes de que Ford y Foley comiencen a torturar a Hodge la Agente Noriko Ashida (Tensión) los interrumpe haciendo que Ford y Foley la ataquen. Ella incapacita a los dos pero Foley logra utilizar su poder para romper sus vasos sanguíneos y causar que sus pulmones se llenen de sangre.